# Химическая теория графов
Химическая теория графов — топологический раздел математической химии, в котором применяется теория графов для математического моделирования химических явлений. Пионерами химической теории графов являются Александру Балабан, Анте Граовац, Иван Гутман, Харуо Хосоя, Милан Рандич и Ненад Тринайстич, Гарри Винер (автор индекса Винера). По состоянию на 1988 году в этой области работали несколько сотен исследователей, ежегодно публикуя около 500 статей; было опубликовано несколько монографий, в том числе двухтомный труд Тринайстича «Теория химических графов», который обобщал знания в этой области вплоть до середины 1980-х годов.
Приверженцы теории утверждают, что свойства молекулярного графа (то есть теоретического представления молекулы в виде графа) дают ценную информацию о химических явлениях; их оппоненты считают, что графы играют лишь второстепенную роль в химических исследованиях. Одним из вариантов применения данной теории является представление материалов в виде бесконечных евклидовых графов, в частности кристаллов при помощи периодических графов.